# Палаццо Контарини-делле-Фигуре
Палаццо Контарини-делле-Фигуре (итал. Palazzo Contarini delle Figure) — дворец в Венеции, расположенный в районе Сан-Марко, с видом на Гранд-канал, между Palazzo Mocenigo Casa Vecchia и Палаццо Эриццо Нани Мочениго. Построен в первой половине XVI века.

## Архитектура
Дворец спроектирован в стиле, который во многом отсылает к произведениям Андреа Палладио. Фасад разделен по вертикали и горизонтали на девять частей (три на три) и сочетает в себе множество декоративных деталей, выделенных разными цветами. На первом этаже есть большой водный портал, обрамленный восемью окнами на двух уровнях. В центральной части фасада находится треугольный фронтон, поддерживаемый пятью рифлёными коринфскими колоннами, обрамляющими четыре окна. Верхний уровень украшен квадрофорами.